# Oc (unidad maya)

Glífo de códice que caracteriza al oc

El oc u ok es el décimo día del Tzolkin simbolizado por el perro. Los mayas lo asociaban al color blanco, al «rumbo del norte» y al perro en su advocación de dios del inframundo. A veces el glifo alude a un pie ya que desde que el pie de un individuo accede a las penumbras del inframundo el perro será su guía, ayudándolo en su recorrido.  El perro era simbolizado de esta manera ya que estos animales son considerados leales y muestran afecto, fidelidad y respeto al ser humano.